# Piksida (liturgična posoda)
Piksida (latinsko pyxis, transkripcija grščine: πυξίς, 'pušpanova posoda', iz πύξος, 'pušpan') je majhna okrogla posoda, ki se v katoliški, starokatoliški in anglikanski cerkvi uporablja za posvečeno hostijo, za bolne ali tiste, ki drugače ne morejo priti v cerkev, da bi prejeli sveto obhajilo. Izraz se lahko uporablja tudi v arheologiji in umetnostni zgodovini za opisovanje majhnih okroglih škatel s pokrovi, izdelanih za kakršen koli namen iz antike ali srednjega veka, na primer tistih, v katerih so bili kovanci za preizkušnjo (Trial of the Pyx) v Angliji.

## Uporaba
Beseda pyx izhaja iz grške besede πυξίς, pyxis, kar pomeni škatla ali posoda. Množina je pyxsides. Medtem ko se beseda lahko uporablja za katero koli pokrito posodo, se v sodobni rabi izraz običajno uporablja za majhne, ravne posode v obliki školjk, pogosto približno velikosti žepne ure in običajno iz medenine ali drugih kovin, tradicionalno obložene z zlatom. Vrečka iz blaga ali usnja, v kateri se lahko nosi piksida, je znana kot torbica. Običajno jo je mogoče varno zapreti in jo pritrditi z vrvicami, tako da jo lahko duhovnik, diakon ali izredni pooblaščenec za obhajilo med prenosom pritrdi na svojo osebo, da se posvečena hostija nenamerno ne izgubi.
Ti predmeti in drugi, na primer monštranca, ki vsebujejo posvečeno hostijo, se običajno hranijo v cerkvenem tabernaklju, kadar jih ne nosijo. Tabernakelj je lahko za glavnim oltarjem, ob stranskem oltarju ali v posebni evharistični kapeli.

## Liturgična zgodovina
V pozni antiki se je na vzhodu razvila navada viseče posode v obliki goloba (grško peristerion, latinsko peristerij) nad oltarjem, ki je bila uporabljena kot odlagališče za Najsvetejše. To navado omenja Gregor iz Toursa v svojem Življenje sv. Bazilija in v več starodavnih francoskih dokumentih. Običaj je v Francijo verjetno prišel z vzhoda; zdi se, da v Italiji nikoli ni obstajal. Primeri te prakse so še danes v uporabi; na primer v cerkvi Marijinega vnebovzetja v Moskvi.

## V vzhodnem krščanstvu
V vzhodni pravoslavni in grškokatoliški cerkvi je piks majhen "cerkveni tabernakelj", v katerem je evharistično jagnje (hostija), ki je rezervirano za liturgijo vnaprej posvečenih darov med velikim postom. Ta piksida se lahko hrani na sveti mizi (oltarju) ali na protezi (mizi oblačenja) na severni strani svetišča.

## Galerija
- Srebrni pozlačeni piks, južno od Francije ali Španije, 15. stoletje (Musée de Cluny)
- Bronasti piks za nošenje posvečene hostije
- Evharistična golobica (Walters Art Museum)
- Piks iz kristala kamene strele z bakreno pozlačenimi nosilci iz 20. stoletja (Hunt Museum)